# Baumgartenberg
Baumgartenberg är en ort och kommun  i Österrike. Den ligger i distriktet Perg i förbundslandet Oberösterreich, 120 kilometer väster om huvudstaden Wien. 
Kommunen består av 16 orter (Ortschaften) (inom parentes invånarantal 1 januari 2024):

- Amesbach (66)
- Au (43)
- Baumgartenberg (646)
- Deiming (92)
- Hehenberg (60)
- Hochfeld (17)
- Kolbing (174)
- Kühofen (44)
- Lehen (7)
- Mettensdorf (67)
- Mühlberg (152)
- Obergassolding (197)
- Puchberg (3)
- Schneckenreitstal (62)
- Steindl (113)
- Untergassolding (101)